# Миронівський парк
Миронівський парк — місцевість у м. Фастові, розташована в південно-східній частині міста.

## Історія
Миронівський парк — дуже важлива частина Фастова, адже саме між Миронівським парком і МехКолоною розташоване Локомотивне депо «Фастів-2» в якому знаходиться понад 20 тепловозів і 15 електровозів. Також в Миронівському парку у 1870 р. був побудований вузол «Фастів І — Козятин-Пас.(Козятин-І)», в 1876 «Фастів-І — Миронівка», а у 1936
«Фастів-І — Житомир». В 1940 р. було відкрито станцію Фастів II. 
Зараз до мікрорайону можна дістатися міськими (№4 Привокзальна площа — Миронівський парк та №18 Привокзальна площа — МехКолона), а також приміськими («Фастів — Королівка», «Фастів — Триліси» і «Фастів — Малополовецьке») та міжміськими («Фастів — Біла Церква») автобусними маршрутами.